# Alfonso Anguita
Alfonso Andrés Anguita von Mareés, (Recoleta, 5 de junio de 1974) es un deportista chileno de la especialidad de ecuestre que fue campeón suramericano en Medellín 2010 y campeón mundial militar de equitación en Turquía 2008.

## Trayectoria
La trayectoria deportiva de Alfonso Anguita von Mareés se identifica por su participación en los siguientes eventos nacionales e internacionales:

### Juegos Suramericanos
Fue reconocido su triunfo de ser el octavo deportista con el mayor número de medallas de la selección de  Chile en los juegos de Medellín 2010.

#### Juegos Suramericanos de Medellín 2010
Su desempeño en la novena edición de los juegos, se identificó por obtener un total de 3 medallas:
- , Medalla de oro: Velocidad y Destreza Ecuestre
- , Medalla de plata: Ecuestre Salto Equipo
- , Medalla de bronce: Ecuestre Salto Individual